# 狼 ラストスタントマン
『狼 ラストスタントマン』（おおかみ ラストスタントマン、英題：LONE WOLF）は、2022年12月23日に公開された日本映画。
スタントの世界の裏側を、父の敵への復讐の人間模様を交えて描くアクション映画。第44回モスクワ国際映画祭Tigers and Dragons部門に選出、上映された。劇中のスタントは、CGは一切使っていない。
当初のタイトルは「狼　LONEWOLF」だったが、公開直前に「狼 ラストスタントマン」に変更となった。
スタントマン「高橋昌志」は、この映画が役付きでの初主演となり、陸海空すべてのスタントで、長年培われてきた実力を披露している。

## あらすじ
星アキラ（南翔太）は子供の頃に母親と一緒にロサンゼルスに引っ越した。きっかけはスタントマンだった父親の事故死。アキラはモトクロスレーサーとなったが、母が突然死去。ショックのあまりアキラはモトクロスの世界を離れる。そして、父の死の原因を作った大久保豪（高橋昌志）への復讐のため、日本へ帰国。豪はかつて日本を代表するスタントマンだったが、現在は引退し乗馬クラブで犬の世話をしながら働いている。何も話さず、顔はまるで死んだかのように無表情で生気がない。
アキラは元スタントマンの藤堂仁（石黒賢）からスタントを学び、豪とのバイクレースに挑む。しかし、豪はレース途中で逃げてしまう。激怒したアキラは豪を殴るが、豪は無言でレース場を後にする。
1か月後、アキラにスタントマンの仕事が舞い込む。このスタントは「ジャンピング・ロールオーバー・シー・ダイブ」と名付けられ、車を回転させながら空中に飛ばし、海に突っ込むというもの。アキラの父親が亡くなったスタントで成功した日本人はいない。アキラはスタントに挑戦することを決意、仁のアドバイスに従い、懸命にトレーニングを続ける。しかし、豪が働いていた乗馬クラブを乗っ取ろうとしていた男たちとのトラブルに巻き込まれてしまい、瀕死の重傷を負うアキラ。そして、スタント本番、運命の日が近づいてくる。

## 登場人物
星アキラ
演 - 南翔太
父の復讐を誓い、スタントマンへ転向する。
大久保豪（おおくぼ　ごう）
演 - 高橋昌志
引退した元凄腕スタントマン。
藤堂仁（とうどう　じん）
演 - 石黒賢
元スタントマン。豪の元同僚。アキラにスタントマンの特訓を行う。
夏目瞳
演 - 池上季実子
豪の元妻。アキラの叔母。
桂征二
演 - 石田卓也
動物保護のNPO法人の代表。、
粟野如月（あわの　きさらぎ）
演 - 粟野如月 （本人役）
ドリフトドライバー。
町田京子
演 - 藤沢志帆
豪が働く乗馬クラブのオーナー。
麻呂ユキ
演 - 丸りおな
乗馬クラブの従業員。

## スタッフ
- プロデューサー - 高橋昌志、六車俊治
- 監督・脚本 - 六車俊治
- アクションディレクター - 高橋昌志
- 音楽 - 谷地村啓
- 撮影 - 水垣喜紀、長谷川康太郎
- 照明 - 淡路俊之
- 録音 - 臼井勝
- 監督補 - 金沢勇大
- 編集 - 柴山将成
- 宣伝プロデューサー - 北岡裕輝
- 宣伝 - 小西晴文
- デザイン - 大西真平
- WEB制作 - 歌頭うたまる
- 製作 -「狼 ラストスタントマン」製作委員会（シールズ、六歌仙フィルムス）
- 配給・宣伝 - 武蔵野エンタテインメント